# Saurolophinae
Saurolophinae ("saurolofini") jsou podčeledí kachnozobých (hadrosauridních) dinosaurů, žijících v období pozdní křídy (stupně kampán a maastricht, asi před 79 až 66 miliony let). 

## Charakteristika

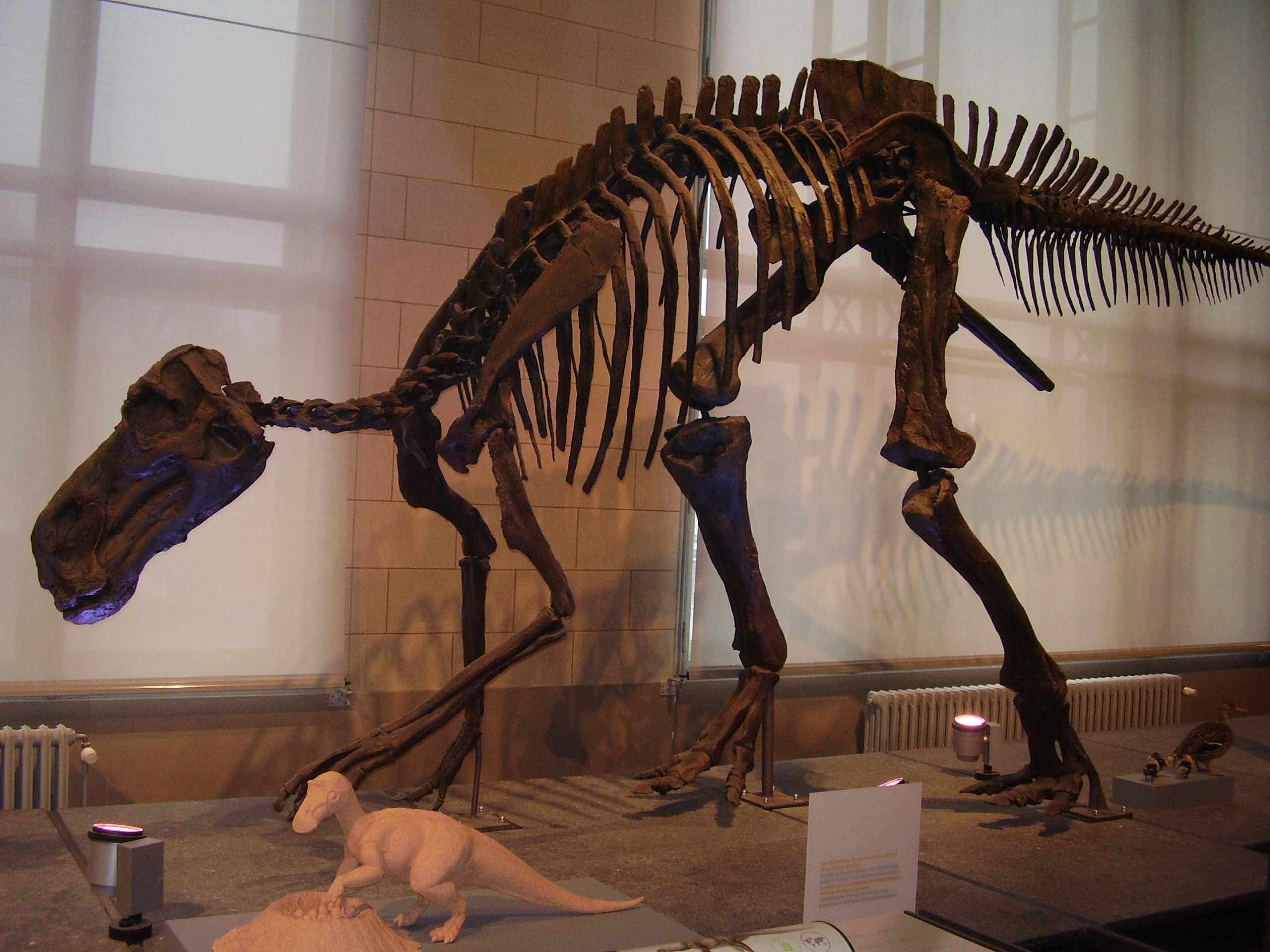
Kostra dospělce druhu Maiasaura peeblesorum, severoamerického kachnozobého dinosaura.

Dlouho byli známí jako hadrosaurini (Hadrosaurinae), ale od tohoto názvu se již upustilo (zejména kvůli nejasné systematické pozici samotného rodu Hadrosaurus). V roce 2010 definoval tuto skupinu "ploskolebých" hadrosauridů paleontolog Albert Prieto-Márquez. Druhou velkou podčeledí jsou naopak lebečními hřebeny ozdobení lambeosaurini (Lambeosarinae). Mezi hadrosauriny patřili i jedni z největších a zároveň posledních žijících ptakopánvých dinosaurů vůbec (např. rody Edmontosaurus a Shantungosaurus).
Někteří jedinci jsou dochováni ve výborném stavu, například i s fosilizovanými otisky kůže a jiných měkkých tkání (tzv. dinosauří mumie).

## Zástupci skupiny
- Barsboldia
- Wulagasaurus?
- Brachylophosaurini
  - Acristavus
  - Brachylophosaurus
  - Maiasaura
  - Probrachylophosaurus
  - Wulagasaurus?
- Edmontosaurini
  - Anatosaurus
  - Edmontosaurus
  - Huaxiaosaurus
  - Kerberosaurus?
  - Kundurosaurus?
  - Laiyangosaurus?
  - Shantungosaurus
  - Thespesius?
  - Ugrunaaluk
- Kritosaurini (= Gryposaurini)
  - Anasazisaurus
  - Coahuilasaurus
  - Gryposaurus
  - Kritosaurus
  - Latirhinus
  - Naashoibitosaurus
  - Rhinorex
  - Secernosaurus[2]
  - Willinakaqe
- Saurolophini
  - Augustynolophus
  - Prosaurolophus
  - Saurolophus
  - Kerberosaurus?
  - Kundurosaurus?
  - Huallasaurus
  - Kelumapusaura